# Phyxioschema roxana
Phyxioschema roxana is een spinnensoort in de taxonomische indeling van de Dipluridae.
De soort is ingedeeld in het geslacht Phyxioschema. Phyxioschema spelaeum werd in 2009 beschreven door Schwendinger.

## Voorkomen
De soort komt voor in Oezbekistan en Tadzjikistan.